# Системи бухгалтерського обліку
Виділя́ють 3 основні́ систе́ми бухга́лтерського о́бліку:
1. Англо-Американська (демократична) — характерна для країн на які мають вплив США (Канада, Велика Британія).
2. Континентальна — належать Італія, Іспанія, Франція, Німеччина, Португалія, Росія, Україна. Тут все уже регламентовано в державі.
3. Південно-Американська (Мексика, Бразилія, країни Африки, Індія тощо)

Виникли ці системи під впливом:
- географічне положення,
- економічний розвиток країн,
- розвиток науки,
- розвиток бухгалтерського обліку.

Для континентальної системи бухгалтерського обліку характерне використання міжнародних стандартів бухгалтерського обліку.
Крім того виділяють 7 факторів, що визначають особливості національних систем:
1. ступінь розкриття фінансової інформації,
2. вплив закону про компанії на облік,
3. важливість розрахунку прибутку,
4. значення принципу обачності,
5. вплив податкового законодавства,
6. значення інфляції,
7. орієнтація звітної інформації на користувачів ринків капіталів.

У всіх системах бухгалтерського обліку застосовується подвійний варіант рахівництва. Окремо виділяють також такі національні системи:
1. Країни Східної Європи — характерні єдина бухгалтерія, витратна база плану рахунків, мета облікової системи — зниження собівартості.
2. Країни ЄС — характерна прибуткова база плану рахунків, ведуться дві бухгалтерії: загальна та аналітична. Мета -збільшення прибутку.
3. Французька — характерна виробнича база рахунків, ведуться дві бухгалтерії: загальна та аналітична. Мета — збільшення доходу.
4. Країни ООН — характерна виробнича база плану рахунків, ведуться також дві бухгалтерії. Мета — збільшення доходу.

Останнім часом в літературі виділяють ісламську систему бухгалтерського обліку, яка характерна для країн Близького Сходу. Основна ідея моделі — знаходиться під значним впливом релігії. Це країни — Ірак, Іран, та інші.